# 館直彦
館 直彦（たち なおひこ、1953年 - ）は、東京都生まれの日本の医学者、精神科医。専門は精神分析学。天理大学大学院臨床人間学研究科教授。学位は、博士（医学）（東京慈恵会医科大学・1995年）。

## 略歴
- 1953年 東京に生まれる
- 1981年 大阪大学医学部卒業
- 1995年 東京慈恵会医科大学講師
- 2011年 たちメンタルクリニック院長

## 著訳書
- 『境界例』共編著 岩崎学術出版社
- ボラス著『精神分析という経験』岩崎学術出版社
- ボラス著『対象の影』岩崎学術出版社
- エイブラム著『ウィニコット用語辞典』監訳 誠信書房
- 『現代対象関係論の展開 ウィニコットからボラスへ』岩崎学術出版社、2012年9月。ISBN 9784753310500。